# Rågskär, Lovisa
För andra betydelser, se Rågskär (olika betydelser).
Rågskär är en ö i Finland. Den ligger i Finska viken och i kommunen Lovisa i den ekonomiska regionen  Lovisa i landskapet Nyland, i den södra delen av landet. Ön ligger omkring 73 kilometer öster om Helsingfors.
Öns area är 7,2 hektar och dess största längd är 440 meter i sydöst-nordvästlig riktning. Ön höjer sig omkring 20 meter över havsytan.